# Helmut Alexander (Physiker)
Helmut Alexander (* 30. Juli 1928 in Mannheim; † 3. Dezember 2009 in Brühl) war ein deutscher Experimentalphysiker und Professor an der Universität zu Köln. Er arbeitete auf dem Gebiet der Halbleiterphysik und leistete insbesondere zu Versetzungen und versetzungsbedingten Defekten in Halbleitern bedeutende Forschungsbeiträge.

## Leben
Alexander wuchs in einem evangelischen Pfarrhaus im heutigen Neustadt an der Weinstraße auf. Nach dem Zweiten Weltkrieg studierte er an der TU Darmstadt bei Karl Heinz Hellwege sowie an der Johannes Gutenberg-Universität Mainz Physik, wo er 1957 das Diplom erhielt. Er ging nach dem Abschluss an das Max-Planck-Institut in Stuttgart, wo er 1960 über „Plastische Verformungen von Germanium-Einkristallen“ bei Werner Köster und Peter Haasen promovierte. Auf das Angebot Haasens, der 1958 einen Ruf an die Georg-August-Universität Göttingen erhalten hatte, baute Alexander anschließend als wissenschaftlicher Assistent an dessen Lehrstuhl eine Arbeitsgruppe auf dem Gebiet der Halbleiterphysik auf. Nach seiner Habilitation 1966 erhielt Alexander einen Ruf an die Universität zu Köln, den er 1968 annahm. Dort hatte er eine Professur für Metallphysik inne und leitete die Abteilung für Metallphysik im II. Physikalischen Institut. 1993 wurde Alexander emeritiert.
Den Schwerpunkt seiner Arbeit bildeten Versetzungen und Kristalldefekte in Halbleitern, insbesondere Germanium, Silicium und Verbindungshalbleitern sowie plastische Verformungen von Halbleitern.
Seit 2002 wird der nach ihm benannte „Helmut-Alexander-Preis für den besten Konferenzbeitrag eines Nachwuchswissenschaftlers“ verliehen.

## Schriften (Auswahl)
- Plastische Verformung von Germanium-Einkristallen. Dr. Riederer, Stuttgart 1961, DNB 481003576 (Zugleich: Dissertation, 1960).
- mit Hans Wilhelm Schöpgens: Über den Zusammenhang zwischen der Temperaturabhängigkeit der magnetischen Suszeptibilität und der spezifischen Wärme bei Antiferromagneten (= Forschungsberichte des Landes Nordrhein-Westfalen. Nr. 2627). Westdeutscher Verlag, Opladen 1977, ISBN 3-531-02627-5.
- Physikalische Grundlagen der Elektronenmikroskopie. Teubner, Stuttgart 1997, ISBN 3-519-03221-X.